# 398 Admete
398 Admete је астероид главног астероидног појаса са пречником од приближно 46,98 km.
Афел астероида је на удаљености од 3,351 астрономских јединица (АЈ) од Сунца, а перихел на 2,123 АЈ.
Ексцентрицитет орбите износи 0,224, инклинација (нагиб) орбите у односу на раван еклиптике 9,524 степени, а орбитални период износи 1654,258 дана (4,529 године).
Апсолутна магнитуда астероида је 10,30 а геометријски албедо 0,060.
Астероид је откривен 28. децембра 1894. године.